# Tanganyicia michelae
Tanganyicia michelae е вид коремоного от семейство Paludomidae. Видът е световно застрашен, със статут Уязвим.

## Разпространение
Разпространен е в Замбия.